# Ottomaans Cyprus
Ottomaans Cyprus was een eyalet (provincie) van het Ottomaanse Rijk van 1571 tot 1878.

## Geschiedenis

### Wat vooraf ging
Cyprus was sinds 1489 een stato da Màr (overzees gebied) van de Republiek Venetië, die sinds 1423 in conflict lag met het Ottomaanse Rijk. Bankier en Hertog van Naxos Josef Nasi, bevriend met sultan Selim II, sprak zijn wens uit om koning van Cyprus te worden. Onder het mom van een handelsconflict begon de Ottomaans-Venetiaanse oorlog (1570–1573).

### Verovering van Cyprus door de Ottomanen
In de zomer van 1570, onder leiding van Lala Kara Mustafa Pasja, viel het Ottomaanse leger met 60.000 man het eiland aan. Limasol viel onmiddellijk en de hoofdstad Nicosia werd in september veroverd. 20.000 inwoners werden afgeslacht. Het beleg van Famagusta duurde van september 1570 tot augustus 1571. Marcantonio Bragadin, de laatste kapitein-generaal van het Venetiaanse Cyprus, werd geëxecuteerd. 

### Tegenreactie
Paus Pius V richtte de Heilige Liga (1571) op. Op 7 oktober 1571 behaalde de Liga een verpletterende overwinning op de Ottomaanse vloot in de Slag bij Lepanto aan de westkust van Griekenland. De snelle overwinning van de christenen werd echter door interne verdeeldheid niet uitgebuit. Venetië, bang om nog meer territorium te verliezen, sloot een vredesverdrag in 1573 met de Ottomanen en stond het eiland Cyprus af. Gedurende drie eeuwen was Cyprus een deel van het Ottomaanse Rijk.

## Bestuur
Cyprus werd een eyalet, verdeeld in drie sandjaks. Door de eeuwen heen werd het bestuur aangepast. Na de verovering van Kreta in 1669 werd Cyprus een deel van de Eyalet Archipelago.
Vanaf de jaren 1670 werd de aartsbisschop, die aan het hoofd stond van de Orthodoxe Kerk, erkend als de enige vertegenwoordiger van de Grieks-Cypriotische bevolking. Onder de bevolking koos hij een vertegenwoordiger, een drogman.

## Einde
Met de opening van het Suezkanaal in 1869 liet het Verenigd Koninkrijk zijn oog vallen op het eiland. Na de Russisch-Turkse Oorlog (1877-1878) en het daarop volgende Congres van Berlijn werd Cyprus Brits.